# 113-я отдельная бригада территориальной обороны (Украина)
113-я отдельная бригада территориальной обороны (укр. 113-та окрема бригада територіальної оборони, сокр. 113 ОБрТрО, в/ч А7041) — формирование Сил территориальной обороны Вооруженных сил Украины в Харьковской области. Бригада находится в составе регионального управления «Восток» Сил ТрО.
Бригда была сформирована в 2018 году, была кадровой. После российского вторжения в 2022 году принимала участие в боях в Харьковской области.

## История
28 августа — 6 сентября 2018 года были проведены учебные сборы с резервистами и военнообязанными оперативного резерва второй очереди. Руководство территориальной обороной в Харьковской области осуществляет председатель Харьковской областной государственной администрации, а в районах области — главы районных государственных администраций. В учебные собрания было привлечено около 2100 человек, из которых более 300 офицеров запаса. Около 30 процентов личного состава изъявили желание подписать контракт с войском.
В июле 2019 года с резервистами и военнообязанными подразделений бригады прошли плановые занятия, к ним привлекли армейцев, боевые части и учебные учреждения Харьковского и Чугуевского гарнизонов.

### Российское вторжение 2022 года
С начала полномасштабного вторжения России бригада защищала Украину в составе ОУВ «Харьков» и обороняла город от захватчиков.
В августе 2022 года бригада, вместе с 9 другими бригадами территориальной обороны, отмечена боевым флагом.
В сентябре 2022 года участвовала в контрнаступлении. Бойцы бригады освободили более 60 населенных пунктов, в том числе Василенково и Артёмовку. После контрнаступления бойцы выполняли задачи на границе Харьковской, Луганской и Донецкой областей.
На октябрь 2023 года бригада выполняла задачи в пределах ОУВ «Харьков».

## Структура
- управление (штаб)
- 120-й отдельный батальон территориальной обороны (Дергачи)
- 121-й отдельный батальон территориальной обороны (Змиев)
- 122-й отдельный батальон территориальной обороны (изюм)
- 123-й отдельный батальон территориальной обороны (Купянск)
- 124-й отдельный батальон территориальной обороны (Лозовая)
- 125-й отдельный батальон территориальной обороны (Чугуев)
- 209-й отдельный батальон территориальной обороны (Богодухов)
- рота контрдиверсионной борьбы
- инженерно-саперная рота
- рота связи
- рота материально-технического обеспечения
- минометная батарея
- медицинский пункт

## Командование
- (2018—2020) подполковник Игорь Кифоренко
- (2020—2021) подполковник Андрей Бородин
- (с 2021) полковник Евгений Задорожный